# Большая Ния
Большая Ния — река в России, протекает в Карагайском районе Пермского края. Устье реки находится в 59 км по правому берегу реки Обва. Длина реки составляет 16 км.
Исток реки на Верхнекамской возвышенности в 10 км юго-восточнее села Козьмодемьянск. Исток реки находится на водоразделе, рядом берёт начало река Поломка. Течёт на север. Протекает сёла Никольское и Ярино, а также деревни Большая Казань, Ермаки, Левково. Впадает в Обву южнее села Козьмодемьянск чуть выше устья Язьвы.

## Данные водного реестра
По данным государственного водного реестра России относится к Камскому бассейновому округу, водохозяйственный участок реки — Кама от города Березники до Камского гидроузла, без реки Косьва (от истока до Широковского гидроузла), Чусовая и Сылва, речной подбассейн реки — бассейны притоков Камы до впадения Белой. Речной бассейн реки — Кама.
По данным геоинформационной системы водохозяйственного районирования территории РФ, подготовленной Федеральным агентством водных ресурсов:
- Код водного объекта в государственном водном реестре — 10010100912111100009585
- Код по гидрологической изученности (ГИ) — 111100958
- Код бассейна — 10.01.01.009
- Номер тома по ГИ — 11
- Выпуск по ГИ — 1